# هاينز لودفيغ أرنولد
هاينز لودفيغ أرنولد (بالألمانية: Heinz Ludwig Arnold)‏ هو كاتب وصحفي ألماني، ولد في 29 مارس 1940 في إسن في ألمانيا، وتوفي في 1 نوفمبر 2011 في غوتينغن في ألمانيا.

## وصلات خارجية
- هاينز لودفيغ أرنولد على موقع مونزينجر (الألمانية)